# (4449) Sobinov
(4449) Sobinov (1987 RX3) – planetoida z pasa głównego asteroid okrążająca Słońce w ciągu 5,58 lat w średniej odległości 3,14 j.a. Odkryta 3 września 1987 roku. Swoją nazwę otrzymała na cześć rosyjskiego śpiewaka operowego Leonida Sobinowa (1872–1934).